# Pedro de Moya
Pedro de Moya (ok. 1610–1674, Grenada) – hiszpański malarz barokowy. Zachowało się niewiele informacji biograficznych na jego temat, a także nieliczne dzieła.